# 维尔苏拉费泰
维尔苏拉费泰（法語：Ville-sous-la-Ferté，法語發音：[vil su la fɛʁte]）是法国奥布省的一个市镇，位于该省东南部，属于奥布河畔巴尔区。

## 地理
维尔苏拉费泰（48°7'16"N, 4°47'24"E）面积19.77 平方千米，位于法国大東部大區奥布省，该省份为法国中北部省份，北起马恩省，西接塞纳-马恩省，西南至约讷省，东南至科多尔省，东临上马恩省。
与维尔苏拉费泰接壤的市镇（或旧市镇、城区）包括：阿尔孔维尔、巴罗维尔、巴耶勒、尚皮尼奥勒-莱蒙德维尔、瑞旺库尔、欧容河畔隆尚、奥布河畔拉费泰。
维尔苏拉费泰的时区为UTC+01:00、UTC+02:00（夏令时）。

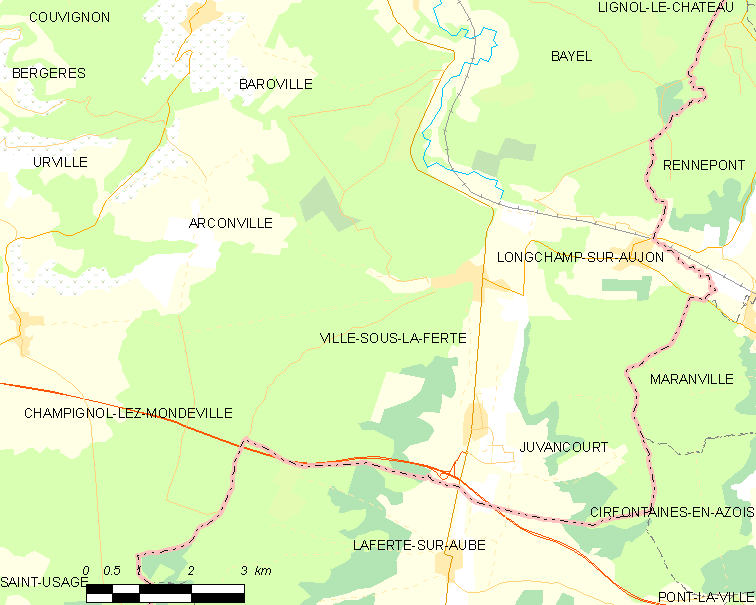
维尔苏拉费泰的OSM定位图

## 行政
维尔苏拉费泰的邮政编码为10310，INSEE市镇编码为10426。

## 政治
维尔苏拉费泰所属的省级选区为奥布河畔巴尔县。

## 交通
法国国家A5号高速公路经过境内南部并设有23号出入口。奥布省省道D12线、D101线和D396线在境内交汇。大东部大区公共交通C22线连接维尔苏拉费泰和肖蒙。

## 人口

1962-2008年间维尔苏拉费泰人口变化图示

维尔苏拉费泰于2022年1月1日时的人口数量为908人。